# Джессі Вілсон
Джессі Вудро Вілсон Сейр (28 серпня 1887 — 15 січня 1933) — дочка президента США Вудро Вільсона та Елен Луїзи Аксон. Вона була політичною активісткою, і «енергійно працювала над виборчим правом жінок, соціальними питаннями та просуванням заклику свого батька до Ліги Націй, а також виступала як сила в Демократичній партії Массачусетса».

## Біографія

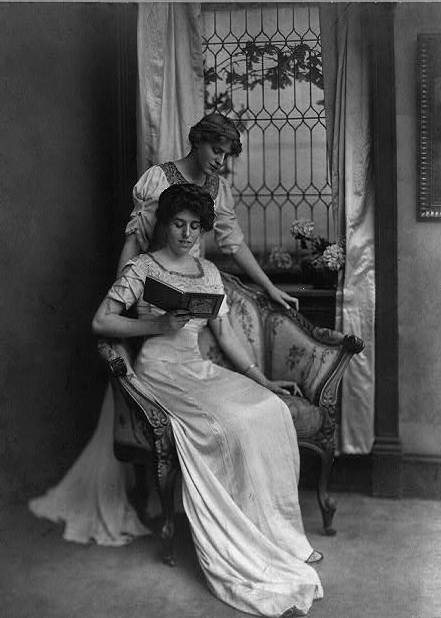
Джессі Вілсон, що стоїть, і її сестра Елеонора Вілсон.

Джессі Вудро Вілсон народилася в Гейнсвіллі, штат Джорджія, як друга дочка Вудро та Еллен Аксон Вілсон. Вона була середньою сестрою Маргарет Вудро Вільсон і Елеонори Вілсон Макаду. Вілсон здобула приватну освіту в Прінстоні, штат Нью-Джерсі, і в коледжі Гоучер в Балтіморі, штат Меріленд. Вона була членом жіночого товариства Gamma Phi Beta. Після закінчення навчання в Goucher вона три роки працювала в поселенні у Філадельфії.

### Роки Білого дому

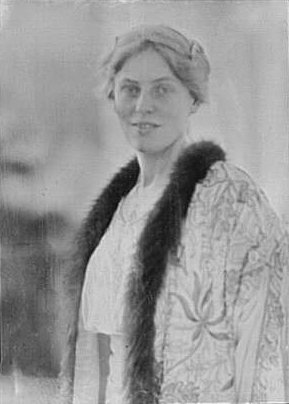
Джессі Вілсон (місіс. Френсіс Б. Сейр), портретна фотографія, 1913 рік

У липні 1913 року, через чотири місяці після того, як її батько вступив на посаду президента, Вілсони оголосили про заручини Джессі з Френсісом Боузом Сейром-старшим. Її наречений, який закінчив юридичну школу Гарварду 1911 року, був сином Роберта Сейра, будівельника Lehigh Valley Railroad та організатор і генеральний менеджер Бетлегем стіл корпорейшн. На момент заручин він працював у прокуратурі району. Їхнє весілля 25 листопада 1913 року було тринадцятим весіллям у Білому домі і першим з тих пір, як Аліса Рузвельт і Ніколас Лонгворт одружилися в 1906 році.
Після повернення з медового місяця в Європі вони переїхали до Вільямстауна, штат Массачусетс, де її чоловік розпочав службу помічником президента коледжу Вільямса.
17 січня 1915 року вона народила в Білому домі сина Френсіса Б. Сейра-молодшого (17 січня 1915 – 3 жовтня 2008), який став відомим священиком і був громадським діячем, як і його мати. Наступного року народилася дочка Елеонора Аксон Сейр (26 березня 1916 – 12 травня 2001). У 1919 році до них приєднався Вудро Вільсон Сейр (22 лютого 1919 – 16 вересня 2002).

### Массачусетс і Сіам
Після Першої світової війни Сейри переїхали до Кембриджа, штат Массачусетс, де Френсіс зайняв посаду викладача Гарвардської школи права. Там вона працювала в інтересах Демократичної партії, Ліги Націй та Ліги жінок-виборців. Вона також була залучена до YWCA, працюючи в її національній раді. На момент смерті Вудро Вільсона в 1924 році подружжя жило в Сіамі (нині Таїланд), де Френсіс працював радником з міжнародного права в Королівському суді Сіаму.
У 1928 році вона виступила зі вступною промовою для кандидата в президенти Ела Сміта на Національному з'їзді Демократичної партії .  У 1929 році її ім'я було згадано як кандидата від Демократичної партії на посаду сенатора Сполучених Штатів, на місце, яке тоді обіймав республіканець Фредерік Х. Гіллетт. Однак вона відмовилася. Натомість вона стала секретаркою Демократичного комітету штату Массачусетс.

### Смерть
Сейр померла у віці 45 років після операції на черевній порожнині в Кембриджській лікарні в Кембріджі, штат Массачусетс. Деякі звіти стверджують, що вона страждала від захворювання жовчного міхура, тоді як інші стверджують, що вона перенесла екстрену апендектомію. Через два роки бостонське відділення Жіночої демократичної ліги було перейменовано в Жіночу демократичну лігу Джессі Вудро Сейр.
Похована на кладовищі Ніскі-Гілл у Віфлеємі, штат Пенсільванія.

## Зовнішні посилання
- Jessie Wilson Sayre Papers at the Seeley G. Mudd Manuscript Library, Princeton University - Burial information from findagrave
- Woodrow Wilson's Letters: to his "darling Daughter" Shapell Manuscript Foundation